# Digital Video
Digital Video (DV) – format cyfrowego zapisu wizji stosowany głównie w kamerach cyfrowych DVC (ang. Digital Video Camcorder) oraz magnetowidach cyfrowych DVCR (ang. Digital Video Cassette Recorder).
W 2003 roku został zastąpiony nowym formatem High Definition Video.

## Specyfikacja
W 1995 roku powstał system DV (Sony), rok później jego mniejsza wersja – MiniDV. Kasety DV i MiniDV posiadają tę samą taśmę o szerokości 6,35 mm. Wymiary kaset: DV – 125x78x14,6 mm, MiniDV – 66x48x12 mm. Maksymalny czas zapisu na taśmie wynosi dla DV 270 minut (tryb SP – Standard play), dla MiniDV 60 oraz 80 minut (tryb SP) lub 90 oraz 120 minut (LP) w zależności od kasety.
Większość urządzeń posiada również możliwość zapisu w trybie LP (Long play). Czas nagrania wydłuża się wtedy o połowę, kosztem zmniejszenia przerw pomiędzy ścieżkami danych na taśmie. Jakość obrazu zostaje identyczna jak w trybie SP ale można liczyć się ze wzrostem stopy błędów a co za tym idzie z możliwością wystąpienia zniekształceń obrazu (mozaika). Czasem jednak można stracić część nagrań w związku ze zmniejszoną prędkością przesuwu taśmy. Zapis w trybie LP jest więc ryzykowny zarówno dla dźwięku jak i dla obrazu, szczególnie jeśli kasetę odtwarza się na innym urządzeniu niż się nagrało.
Rozdzielczość pozioma wynosi 380-540 linii (przy większych wartościach z tego zakresu występuje aliasing). Dla porównania rozdzielczość pozioma VHS to około 250 linii. Obie technologie posiadają dokładnie taką sama rozdzielczość pionową. DV, w przeciwieństwie do VHS jest jednak wolny od szumów dzięki zapisowi cyfrowemu.
Zapis dźwięku odbywa się w postaci PCM Stereo z jakością dźwięku CD. Zapis DV jest zapisem cyfrowym na taśmie magnetycznej, więc nie istnieje znane z kaset VHS (zapis analogowy) pogorszenie jakości samego nagrania. Jedyne błędy może powodować uszkodzenie samej taśmy.

## Urządzenia
Kamery DV często wyposażone są w złącze FireWire (IEEE1394), które służy do bezstratnego przesyłania obrazu DV o rozdzielczości 720x576 (PAL). Obecnie, złącze to jest mało popularne, ponieważ zostało zastąpione nowszymi standardami, lecz część płyt głównych komputerów nadal posiada kontroler FireWire. W sprzedaży są również kontrolery FireWire w postaci kart na PCI lub PCIe jako opcjonalne rozszerzenie możliwości komputera. Niektóre, droższe kamery DV i MiniDV wyposażone są również w wejścia analogowe pozwalające na konwersję analogowo-cyfrową. Dzięki temu można skopiować do komputera i na kasetę DV materiały filmowe np. z VHS, w zasadzie bez zauważalnej straty jakości jeśli skorzysta się z gniazd S-Video.
MiniDV jest zminiaturyzowanym formatem DV, który powstał z myślą o małych, amatorskich kamerach wideo. Amatorskie kamery MiniDV cechują się zwykle niewielkimi rozmiarami i wagą. Do niedawna najpopularniejsze kamery amatorskie to były właśnie kamery MiniDV. Format DV jest również wykorzystywany do produkcji telewizyjnej, szczególnie przy pracy reporterskiej i przy nagraniach ukrytą kamerą. Profesjonalne wersje formatu DV to formaty DVCAM, DVCPRO i MiniDV.
1 godzina filmu DV zajmuje 12,7 GB
3600s * 3,6 MB = 12 960 MB (12,7 GB)